# Yan Couto
Yan Bueno Couto (* 3. června 2002, Curitiba) je brazilský fotbalista, který hraje jako obránce, nebo záložník za německou Borussii Dortmund, kde je na hostování z anglického Manchesteru City. Z Manchesteru City byl na hostování také v Gironě (2020–2021 a 2022–2024) a Braze (2021–2022).

## Reprezentační kariéra
Hrál za Brazílii U17, byl zařazen do výběru 23 hráčů pro Mistrovství světa U17 2019.
V roce 2023 debutoval za seniorskou reprezentaci.